# Эльфинген
Эльфинген (нем. Elfingen) — населённый пункт в Швейцарии, входит в состав коммуны Бёцталь округа Лауфенбург в кантоне Аргау.
Население составляет 300 человек (на 31 декабря 2018 года).
До 2021 года был самостоятельной коммуной округа Бругг (официальный код — 4097). С 1 января 2022 года объединён с коммунами Хорнуссен, Эффинген и Бёцен в новую коммуну Бёцталь в составе округа Лауфенбург.